# Where Am I Going?
| Оценки критиков               | Оценки критиков |
| Источник                      | Оценка          |
| ----------------------------- | --------------- |
| AllMusic                      | [ 1 ]           |
| Encyclopedia of Popular Music | [ 2 ]           |

Where Am I Going? — третий студийный альбом британской певицы Дасти Спрингфилд, выпущенный 27 октября 1967 года на лейбле Philips Records.

## Список композиций
| №  | Название                                  | Автор(ы)                   | Длительность |
| -- | ----------------------------------------- | -------------------------- | ------------ |
| 1. | «Bring Him Back»                          | Морт Шуман, Док Помус      | 2:18         |
| 2. | «Don’t Let Me Lose This Dream»            | Арета Франклин, Тед Уайт   | 2:28         |
| 3. | «I Can’t Wait Until I See My Baby’s Face» | Джерри Раговой, Чип Тейлор | 2:43         |
| 4. | «Take Me for a Little While»              | Трейд Мартин               | 2:25         |
| 5. | «Chained to a Memory»                     | Кей Роджерс, Ричард Алерт  | 2:39         |
| 6. | «Sunny»                                   | Бобби Хебб                 | 1:58         |

| №  | Название                            | Автор(ы)                      | Длительность |
| -- | ----------------------------------- | ----------------------------- | ------------ |
| 1. | «(They Long to Be) Close to You»    | Берт Бакарак, Хэл Дэвис       | 2:33         |
| 2. | «Welcome Home»                      | Чип Тейлор                    | 2:42         |
| 3. | «Come Back to Me»                   | Алан Джей Лернер, Бертон Лэйн | 2:16         |
| 4. | «If You Go Away (Ne Me Quitte Pas)» | Жак Брель, Род Макуен         | 4:05         |
| 5. | «Broken Blossoms»                   | народная                      | 2:45         |
| 6. | «Where Am I Going?»                 | Дороти Филдс, Сай Коулман     | 3:42         |

## Чарты
| Чарт (1967)                      | Высшая позиция |
| -------------------------------- | -------------- |
| Великобритания (UK Albums Chart) | 40             |